# Koupaliště u Bohuslavic
Koupaliště u Bohuslavic je přírodní památka v okrese Jihlava. Oblast spravuje Krajský úřad Kraje Vysočina. Rozkládá se 650 metrů jihovýchodně od Bohuslavic.

## Popis
Důvodem ochrany jsou vodní a mokřadní biotopy s výskytem zvláště chráněných druhů organismů. Nachází se zde betonové koupaliště, které vlastní obec Bohuslavice. Vystavěno bylo v 70. či 80. letech 20. století, místní hasiči každoročně koupaliště vypustili a vyčistili od řas. Vzhledem ke zhoršující se kvalitě vody nádrž přestala být využívána v roce 2008. Chráněným územím prochází Otvrňský potok, jehož koryto bylo uměle napřímeno. Předtím se zde nacházely kosené louky, z bylinného patra převazuje kopřiva dvoudomá a okrajově pcháčové louky.
V nivě potoka i na březích nádrže rostou náletové olšiny a vrby křehké (Salix euxina). Okolí koupaliště je téměř bez vegetace, na březích rostou orobince (Typha) a zblochany (Glyceria). V horní části chráněného území byly vyhloubeny tůně, kde rostou rákosiny a vysoké ostřice, převažují orobinec širokolistý (Typha latifolia), ostřice měchýřkatá (Carex vesicaria) a ostřice zobánková. Ze zvláště chráněných a ohrožených druhů tu rostou starček potoční (Tephroseris crispa) a bahnička bradavkatá (Eleocharis mamillata). V roce 2008 tu byl zaznamenán výskyt ptačince bahenního (Stellaria palustris) a suchopýru úzkolistého (Eriophorum angustifolium). V olšinách se daří kopřivě dvoudomé (Urtica dioica), chrastici rákosovité (Phalaris arundinacea), bršlici kozí noze (Aegopodium podagraria), blatouchu bahennímu (Caltha palustris), krabilici chlupaté (Chaerophyllum hirsutum) a řeřišnici hořké (Cardamine amara). Na loukách roste skřípina lesní (Scirpus sylvaticus), tužebník jilmový (Filipendula ulmaria), ostřice obecná (Carex nigra), violka bahenní (Viola palustris) či pcháč bahenní (Cirsium palustre). Na sušších místech se vyskytují kopretina irkutská (Leucanthemum ircutianum), třeslice prostřední (Briza media) či chrastavec rolní (Knautia arvensis).
V betonové nádrži bývalého koupaliště žije početná populace čolka velkého (Triturus cristatus), dále čolek obecný (Lissotriton vulgaris), čolek horský (Ichthyosaura alpestris), skokan krátkonohý (Pelophylax lessonae) a rosnička zelená (Hyla arborea). V jílovitém břehu potoka se nacházejí nory raka říčního (Astacus astacus). Zaznamenáno bylo osm běžných druhů vážek. V okolí přírodní památky hnízdí ledňáček říční (Alcedo atthis).